# Colmeal (Góis)
Colmeal é uma localidade portuguesa do Município de Góis que foi sede da extinta Freguesia de Colmeal, freguesia que tinha 33 km² de área e 158 habitantes (2011), e, por isso, uma densidade populacional de 4,8 hab/km².
A Freguesia de Colmeal foi extinta em 2013, no âmbito de uma reforma administrativa nacional, para, em conjunto com a Freguesia de Cadafaz, formar uma nova freguesia denominada Cadafaz e Colmeal com a sede em Cadafaz.
Colmeal  pertenceu ao concelho de Seia[carece de fontes?] até 1852, quando passou a fazer parte do concelho de Arganil[carece de fontes?], até integrar o actual município de Góis.

## População
| População da freguesia de Colmeal | População da freguesia de Colmeal | População da freguesia de Colmeal | População da freguesia de Colmeal | População da freguesia de Colmeal | População da freguesia de Colmeal | População da freguesia de Colmeal | População da freguesia de Colmeal | População da freguesia de Colmeal | População da freguesia de Colmeal | População da freguesia de Colmeal | População da freguesia de Colmeal | População da freguesia de Colmeal | População da freguesia de Colmeal | População da freguesia de Colmeal | População da freguesia de Colmeal | População da freguesia de Colmeal |
| --------------------------------- | --------------------------------- | --------------------------------- | --------------------------------- | --------------------------------- | --------------------------------- | --------------------------------- | --------------------------------- | --------------------------------- | --------------------------------- | --------------------------------- | --------------------------------- | --------------------------------- | --------------------------------- | --------------------------------- | --------------------------------- | --------------------------------- |
| 1801                              | 1849                              | 1864                              | 1878                              | 1890                              | 1900                              | 1911                              | 1920                              | 1930                              | 1940                              | 1950                              | 1960                              | 1970                              | 1981                              | 1991                              | 2001                              | 2011                              |
| 694                               | 1 016                             | 1 259                             | 1 353                             | 1 306                             | 1 541                             | 1 617                             | 1 477                             | 1 413                             | 1 335                             | 1 113                             | 948                               | 426                               | 492                               | 323                               | 229                               | 158                               |

## Património
- Igreja Paroquial de Colmeal dedicada ao culto de São Sebastião
- Capela de Nosso Senhor da Amargura
- Espaço Museológico do Soito
- Capelas do Santíssimo, do Sobral e de S. Lourenço
- A Ponte
- Moinhos da Quinta e da Ponte
- Lagares de azeite da Ponte Ceiroco e de Adela

## Espaços naturais
- Praia fluvial da Ponte
- Cascata da Cortada
- Trecho do rio Ceira e praia fluvial
- Parte do parque eólico de Pampilhosa da Serra